# Civitavecchia
Civitavecchia là một đô thị trong tỉnh Roma, vùng Lazio, Ý. Đô thị này có diện tích 71  km², dân số thời điểm 31/12/2010 là 52.294 người, mật độ dân số là 737 người/ km². Civitavecchia có cự ly km về phía so với thủ đô Roma. Thánh bảo trợ là Santa Fermina.